# أوتم ميلس
أوتم ميلس هي لاعبة هوكي الجليد كندية، ولدت في 24 يوليو 1988 في لندن في كندا.